# IC 2764
IC 2764 је лентикуларна галаксија у сазвјежђу Хидра која се налази на листи објеката дубоког неба у Индекс каталогу.
Деклинација објекта је - 28° 58' 50" а ректасцензија 11h 27m 4,9s. Привидна величина (магнитуда) објекта IC 2764 износи 12,2 а фотографска магнитуда 13,1. IC 2764 је још познат и под ознакама ESO 439-8, MCG -5-27-12, PGC 35222.